# Nakur (Uttar Pradesh)
Nakur es una ciudad y municipio situada en el distrito de Saharanpur en el estado de Uttar Pradesh (India). Su población es de 22712 habitantes (2011). 

## Demografía
Según el censo de 2011 la población de Nakur era de 22712 habitantes, de los cuales 11865 eran hombres y 10847 eran mujeres. Nakur tiene una tasa media de alfabetización del 72,78%, superior a la media estatal del 67,68%: la alfabetización masculina es del 80,03%, y la alfabetización femenina del 64,92%.